# Draba rosularis
Draba rosularis är en korsblommig växtart som beskrevs av Pierre Edmond Boissier. Draba rosularis ingår i släktet drabor, och familjen korsblommiga växter. Inga underarter finns listade i Catalogue of Life.

## Bildgalleri

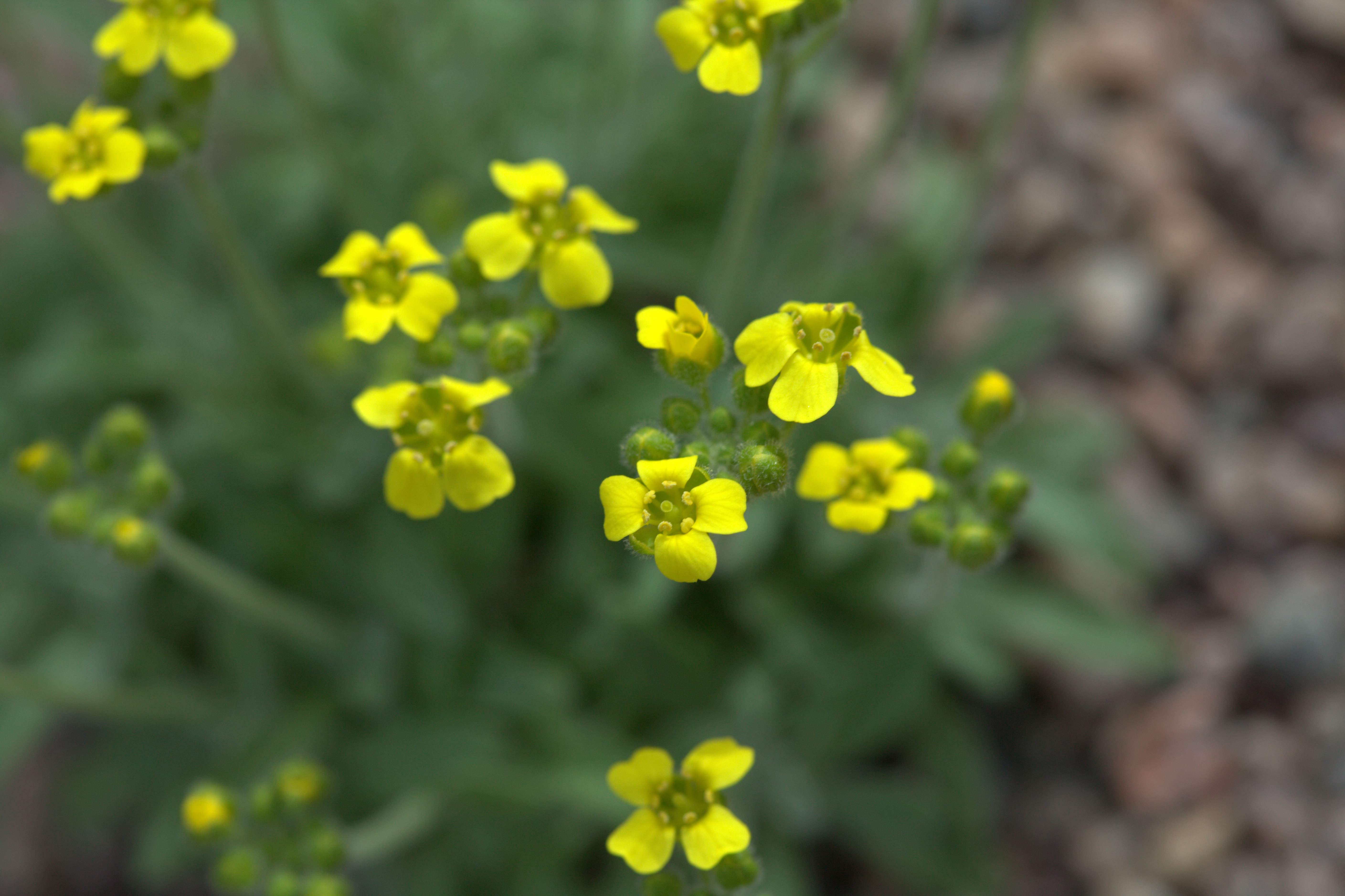
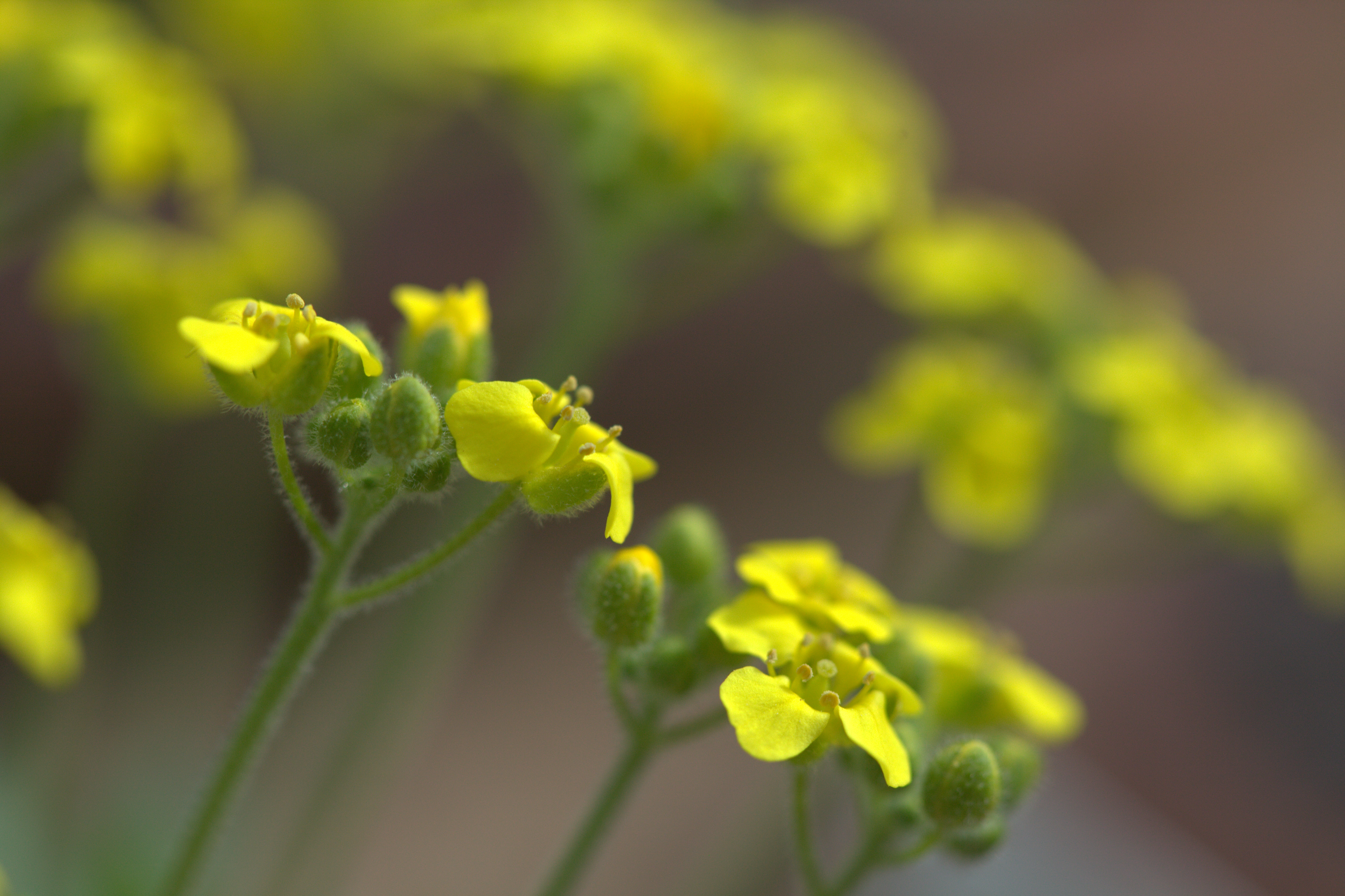